# Kontyos szarvascsőrű
A kontyos szarvascsőrű (Anorrhinus galeritus) a madarak (Aves) osztályának a szarvascsőrűmadár-alakúak (Bucerotiformes) rendjéhez, ezen belül a szarvascsőrűmadár-félék (Bucerotidae) családjához tartozó faj.

## Előfordulása
Brunei, Mianmar, Indonézia, Malajzia és Thaiföld területén honos.

## Külső hivatkozás
- Képek az interneten a fajról
- Internet Bird Collection Archiválva 2012. március 7-i dátummal a Wayback Machine-ben
- Xeno-Canto.org